# かざぐるま (みんなのうた)
「かざぐるま」は、1996年6月から同年7月にかけてNHK『みんなのうた』で放送された楽曲である。作詞：森川ゆう、作曲：水森英夫、編曲：伊戸のりお、歌：永井みゆき。同番組での放送に使用されたアニメーションの製作は前田昭が担当した。また、2019年6月から7月にかけて同番組で23年ぶりの再放送が行われた。
1984年に同番組で放送された「風ぐるま」（作詞：やまだごらう、作・編曲：宮崎尚志、歌：小林幸子）とは異なる。

## 参加スタッフ
- 作詞 : 森川ゆう
- 作曲 : 水森英夫
- 編曲 : 伊戸のりお

## CD収録曲
1. 愛がこわいの
作詞：たかたかし　作曲：桧原さとし　編曲：伊戸のりお
2. 愛がこわいの（オリジナル・カラオケ）
3. かざぐるま
作詞：森川ゆう　作曲：水森英夫　編曲：伊戸のりお
4. かざぐるま（オリジナル・カラオケ）